# ويتني مور
ويتني مور (بالإنجليزية: Whitney Moore)‏ هي ممثلة أمريكية، ولدت في 2 يونيو 1989.

## وصلات خارجية
- ويتني مور على موقع IMDb (الإنجليزية)
- ويتني مور على موقع قاعدة بيانات الفيلم (الإنجليزية)